# Иртышский район (Павлодарская область)
Иртышский район (каз. Ертіс ауданы) — административно-территориальная единица второго уровня в северо-западной части Павлодарской области Казахстана. Административный центр района — село Иртышск.

## Физико-географическая характеристика

### Географическое положение
На севере граничит с Омской областью, на западе — с Северо-Казахстанской областью, на юге — с Актогайским районом Павлодарской области и восточной границей является река Иртыш.

### Климат
Климат района резко континентальный. Весна и осень коротки при крайне непостоянной температуре, с резкими колебаниями от тепла к холоду и нередко от жары к заморозкам. Средняя температура января −18ºС, июля +20ºС. Максимум осадков приходится на лето. Годовое количество атмосферных осадков — 250—300 мм. Средняя глубина снежного покрова к концу зимы достигает 25 см. В течение года — частые ветры; облачность и влажность воздуха незначительны.

### Рельеф и гидрография
Территория района занимает северную часть Иртышской равнины. Имеются многочисленные озёра (Кызылкак, Жалаулы, Тобылгысор и другие), берега которых изрезаны многочисленными оврагами. В основном озёра солёные с осадками мелко-зернистой соли, пригодной в пищу. Почвы чернозёмные, солончаковые, а также представлены песками; супесями и суглинками различной окраски — от серых, серо-жёлтых до бурых. В районе имеются заливные луга, которые расположены в пойме реки Иртыш. Из полезных ископаемых известен алебастр.

### Флора и фауна
На территории района, в числе прочих, произрастают следующие растения: ковыль, типчак, полынь, тополь, ива, калина, черёмуха, шиповник. Среди животного мира можно отметить таких животных, как волк, лисица, заяц, барсук, сурок, суслик, косуля.

## История
Район образован в составе Павлодарского округа 17 января 1928 года из Железинской, Иртышской, Новоивановской, частей Алкагульской и Урлютюбской волостей Павлодарского уезда. В 1930—1932 годах — в прямом подчинении Казахской АССР.
До прихода русских в среднее Прииртышье земли района в XVII-XVIII веках частично входили в состав Тобольской губернии, но в основном они составляли волости Среднего Жуза, где кочевали многочисленные племена казахского народа.
В XIX веке происходит некоторое изменение в административном делении казахской степи в связи с тем, что многие земли Казахстана были присоединены к России, и ими надо было управлять.
В 1832 году образован в степи обширный Акмолинский внешний округ, граница которого упиралась в реку Иртыш примерно в районе нынешнего Актогая. Таким образом, территория Иртышского района полностью вошла в состав Акмолинского внешнего округа Омской области. На территории этого округа были созданы волости. Во главе округа стоял султан, во главе волостей — волостные старшины, во главе аулов — аульные управители.
С ликвидацией в 1838 году Омской области в степной части Казахстана была создана область Сибирских Киргизов, куда вошло всё нынешнее левобережье Павлодарской области, в том числе и территория Иртышского района. Шли годы. В России прошла реформа отмены крепостного права, намечались другие реформы в области финансов, образования, армии, суда. Правительство готовило новую административную реформу для степного Казахстана. Были образованы 4 области с уездами.
Павлодарский уезд делился на волости, волость на аулы. Территория нынешнего Иртышского района вошла в состав Павлодарского уезда, где были вскоре образованы волости Кзыл-Агачевская (Кызылагачская), Аккульская и часть Алкагульской.
В начале XX века на территории района появляются первые русские переселенческие участки, возникают сёла и посёлки. Одним из первых возник переселенческий участок № 75 (Кубанское), где ныне центральная усадьба опытной станции (1906 г.). В 1908 году возникли населённые пункты Беловодское, Горностаевка, Грабово, в 1909 — Голубовка, в 1910 — Корниловка, в 1911 — Печёрское, в 1912 — Артёмовка, в 1913 — Новороссийка, в 1914 — Чуйгун, в 1915 — Никаноровка. С возникновением первых русских поселений, кроме существующей Кзылагачевской волости с казахским кочевым населением, образуются русские волости — Иртышская, Новоивановская (куда относятся Голубовка и Артёмовка).
В феврале 1932 года в Казахстане было образовано 6 областей, которые делились на 15—20 районов. В то время в состав Иртышского района входила часть территории Краснокутского (Актогайского) района. Его территория составляла 18 тыс. км², а население — свыше 51 тысячи человек. В районе имелось 39 сельхозартелей, четыре совхоза, две машинно-сенные станции, 15 маслозаводов, 110 школ и пунктов по ликвидации неграмотности. В период коллективизации создается около 30 колхозов, совхозов.
В 1934 году в Иртышске и хозяйствах района побывал Сергей Миронович Киров.
В 1935 году в райцентре был открыт стационарный радиоузел. Первым его начальником стал Федор Иванович Марченко.
Первый звуковой фильм был поставлен в 1935 году с установкой звуковой аппаратуры. Это было для иртышан большим событием.
Ежегодно осенью на базарной площади Иртышска (ныне территории молзавода, гостиницы, школы № 3, часть улиц Кажимукана и Исы Байзакова) проводилась шумная ярмарка. Продавали лошадей, верблюдов, овец и разное вплоть до кизяка.
Иртышск всегда славился своей пристанью. Приход парохода в райцентр было событием для иртышан. Артель грузчиков, куда входили здоровые и крепкие мужчины, являлась привилегированной кастой. Среди них был Кадыр-кожа, обладавший недюжинной силой.
В 1936 году в Иртышск прилетел первый самолет У-2. На нем катали всех желающих детей. Иногда просились в кабину и взрослые.
В 1939 году в Иртышске был построен клуб им. Ворошилова — крупнейший культурный центр в районе. Одним из первых в нем выступил известный казахский борец Кажимукан Мунайтпасов. Он демонстрировал силовые номера — поднимал тяжести, гнул металлические прутья и т. д.
В первые же дни войны из Иртышска и района отправили на фронт более 700 человек. В годы войны погибло около трехсот иртышан.
Во время войны иртышане собирали в фонд обороны деньги, для воинов и госпиталей отправляли теплые вещи и продукты питания, хотя и сами в них очень нуждались. Коллективы нефтебазы, района и др. получили благодарственные телеграммы от Верховного Главнокомандующего И. Сталина за их активную материальную помощь фронту.
В 1942—1947 годах в районе отбывал ссылку известный русский писатель Ефим Пермитин — автор многих романов и повестей. Похоронен на Новодевичьем кладбище в Москве. В Иртышске писатель работал истопником в средней школе.
В Иртышском районе отбывал ссылку известный профессор, микробиолог С. М. Щастный. Похоронен в селе Узынсу.
Жил и работал в Иртышске в годы войны соавтор учебника русского языка, доктор филологических наук, профессор Г. Р. Мейер-Тукумцев.
Целина дала толчок развитию района. Площадь ярового сева всех хозяйств составляла 115,9 тысячи гектаров, из них пшеницы — 63,7 тыс. га, а кукуруза высевалась всего на 400 гектарах. Первые два совхоза — имени Ленина и имени Абая были созданы в марте 1954 года.
Осенью 1954 года началось создание еще одной группы совхозов «Иртышский» (опытная станция), имени Пушкина, имени Амангельды, «Западный», «Коскольский», «Голубовский». Через год посевная площадь удвоилась.
В настоящее время на территории Иртышского района находится 18 аульных округов: Иртышский, Абайский, Агашорынский, Амангелдинский, Косагашский, Коскольский, Кызылжарский, Кызылкакский, Ленинский, Северный, Селетинский, Тохтинский, Узунсуский. Сельскохозяйственная специализация района: зерновое хозяйство, молочное животноводство. Выращивается просо, гречиха, подсолнечник, производится мясо, мелкое кожсырье.

## Население
Национальный состав, 1939 год
Иртышский район Павлодарской области
| Национальность / район (населенный пункт)                                              | Численность | Численность     | Численность    |
| Национальность / район (населенный пункт)                                              | весь район  | с. Иртышск (рц) | прочие села    |
| Всего                                                                                  | 23.523      | 4.902           | 18.621         |
| Казахи                                                                                 | 9.339       | 1.222           | 8.117 (43,59%) |
| Украинцы                                                                               | 6.239       | 1.306           | 4.933 (26,49%) |
| Русские                                                                                | 5.472       | 2.057           | 3.415 (18,34%) |
| Белорусы                                                                               | 164         | 19              | 145            |
| Татары                                                                                 | 192         | 82              | 110            |
| Немцы                                                                                  | 1.420       | 88              | 1.332          |
| Прочие (для областей, где население распределено ТОЛЬКО по НЕСКОЛЬКИМ национальностям) | 697         | 128             | 569            |

Национальный состав (на начало 2019 года):
- казахи — 9092 чел. (55,21 %)
- русские — 4431 чел. (26,91 %)
- украинцы — 1237 чел. (7,51 %)
- немцы — 782 чел. (4,75 %)
- белорусы — 206 чел. (1,25 %)
- татары — 183 чел. (1,11 %)
- молдаване — 131 чел. (0,80 %)
- другие — 407 чел. (2,47 %)
- Всего — 16 469 чел. (100,00 %)

## Административно-территориальное деление
На территории района 16 сельских округов: Иртышский, Агашорынский, Амангельдинский, Байзаковский, Голубовский, Каракудукский, Косагашский, Коскольский, Кызылжарский, Ленинский, Луговской, Майконырский, Панфиловский, Северный, Селетинский, Узунсуский.
1. Иртышский сельский округ
2. Абайский сельский округ
3. Агашорынский сельский округ
4. Амангельдинский сельский округ
5. Косагашский сельский округ
6. Коскольский сельский округ
7. Кызылжарский сельский округ
8. Кызылкакский сельский округ
9. Ленинский сельский округ
10. Северный сельский округ
11. Селетинский сельский округ
12. Тохтинский сельский округ
13. Узунсуский сельский округ
14. Каракудукский сельский округ

### Упразднённые сёла
- Горностаевка
- Корниловка
- Молодёжное
- Роте-Фане
- Тихоновка

## Экономика
Транспортная связь с городом Павлодаром осуществляется водным путём, но основным сообщением с городами Павлодар, Экибастуз, Аксу является автомобильный транспорт.
В Иртышском районе функционируют ремонтно-механический завод, мебельная фабрика, комбинат строительных материалов и конструкций и другие промышленные предприятия.

### Сельское хозяйство
Сельскохозяйственная специализация: зерновое хозяйство (пшеница), молочное животноводство. Выращивается просо, гречиха, подсолнечник, производится мясо, мелкое кожсырьё.
Основные виды промышленной и сельскохозяйственной продукции, производимой в районе: выращивание зерновых культур, производство молока и мясопродуктов.
Наличие ГАЗС, АЗС — 11
Наличие сельскохозяйственных товаропроизводителей:
Сельхозпредприятий — 26
Крестьянских хозяйств — 434

## Социальная сфера

### Образование и наука
В районе на начало 2012 учебного года функционируют 31 государственные дневные общеобразовательные школы с численностью учащихся 4140 человек, 1 профессионально-техническая школа с численностью учащихся 269 человек.

### Здравоохранение
В районе 2 больничных и 28 врачебных амбулаторно-поликлинических организаций с численностью врачей и среднего медицинского персонала соответственно 31 и 132 человека. Введено в эксплуатацию туберкулезное отделение на 30 коек при центральной районной больнице в селе Иртышск.

### Культура
В районе 19 библиотек, 22 клубных учреждения. С 1930 года издаётся районная газета «Иртыш».